# BWP Borsuk
Borsuk je polské obojživelné bojové vozidlo pěchoty (BVP) vyvíjené od roku 2014 společností Huta Stalowa Wola (HSW), patřící pod Polskou zbrojní skupinu PGZ (Polska Grupa Zbrojeniowa).

## Vývoj

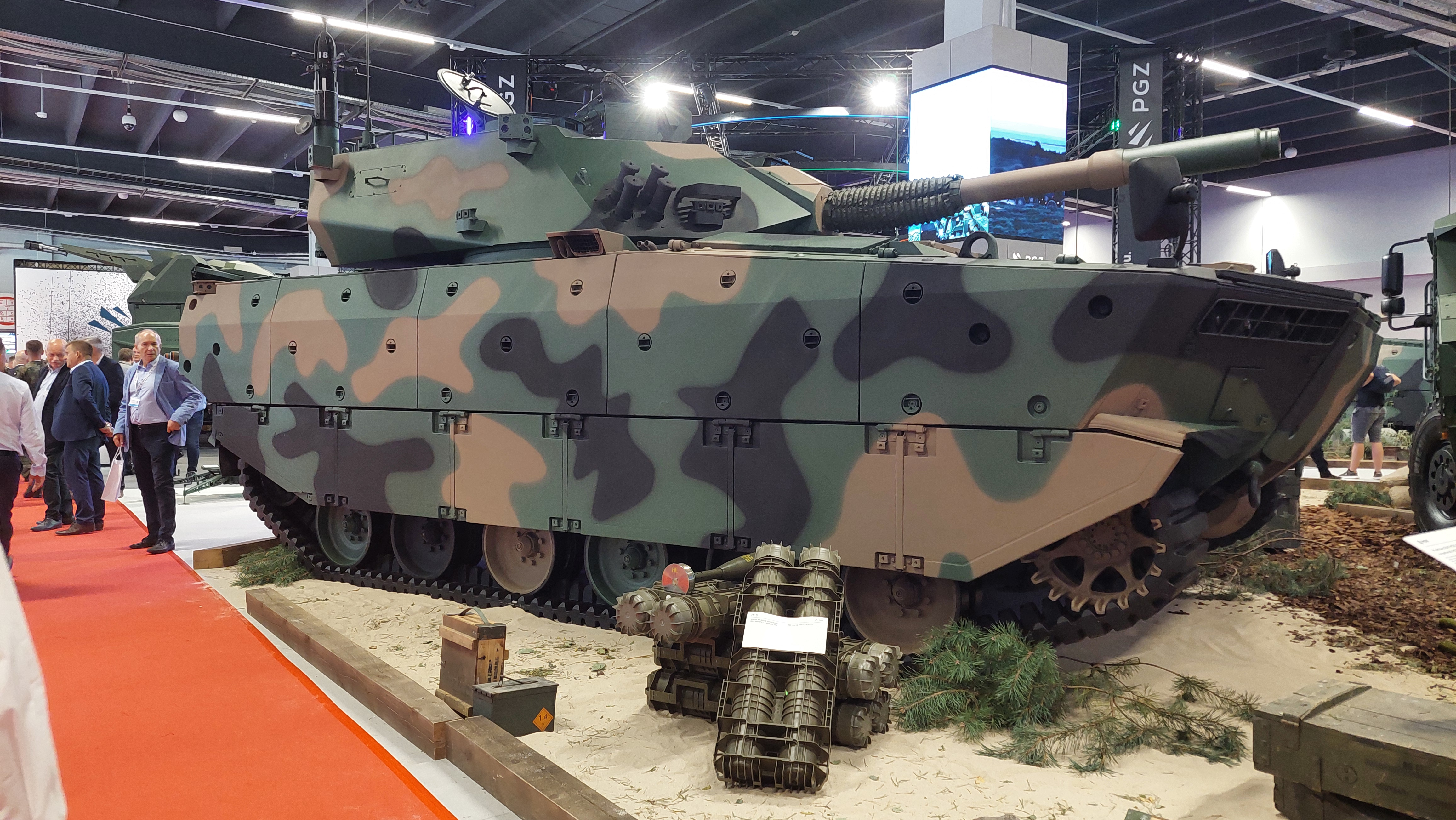
Samohybný minomet s věží M69 Rak na veletrhu MSPO 2024

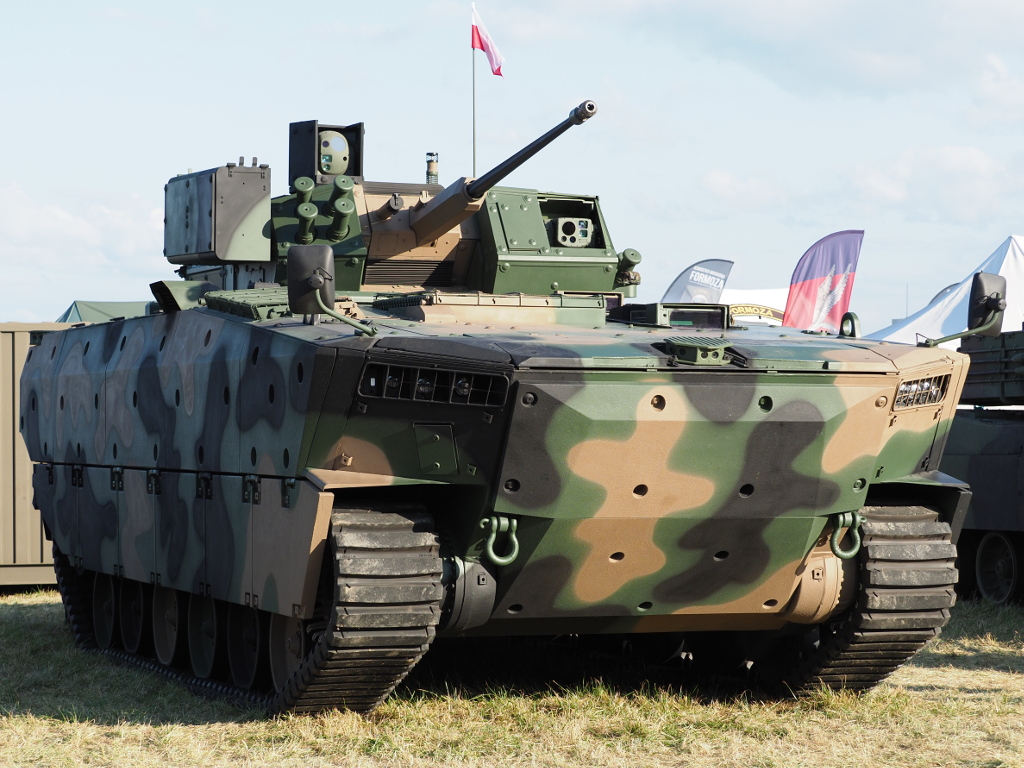
Borsuk na Dnech NATO v Ostravě v roce 2023

Vývoj nového bojového vozidla pěchoty Borsuk začal v roce 2014 v rámci projektu Národního centra pro výzkum a vývoj (Narodowe Centrum Badań i Rozwoju, NCBiR) jakožto náhrada za zastaralá BWP-1 sovětského původu. Nezávisle na projektu běžel program bezosádkové věže ZSSW-30 vyzbrojené 30mm automatickým kanónem Mk44 Bushmaster II (stejnou věž využívá i vozidlo KTO Rosomak). Roku 2017 byl představen demonstrátor vozidla, jehož konstrukce byla dále vylepšována. Roku 2018 byl dokončen první prototyp pro tovární zkoušky, dokončené roku 2022. Do roku 2023 polská armáda otestovala čtyři prototypy ve vojskových zkouškách.
V únoru 2023 byla podepsána rámcová smlouva se společností Huta Stalowa Wola (HSW) na dodávku 1400 vozidel Borsuk, z toho 1000 bojových a 400 specializovaných podpůrných verzí (například samohybný minomet s věží M69 Rak, průzkumný transportér Żuk, velitelské vozidlo Oset, zdravotnické evakuační vozidlo Gotem, vozidlo technické podpory Gekon a vozidlo pro radiační a chemický průzkum Ares). Zahrnovala výrobu prvních 159 vozidel, přičemž další by byly objednány na základě dalších kontraktů. Dodání všech vozidel bylo odhadováno do roku 2035. Rychlost roční produkce byla odhadována na nejméně sto vozidel. Ve službě by vozidla Borsuk sloužila vedle polských tanků Rosomak, K2 Black Panther a kolových obrněných vozidel KTO Rosomak.
Rámcová smlouva však má v Polsku především symbolickou a marketingovou hodnotu. Skutečnou objednávku na vozidla Borsuk proto představuje realizační smlouva v hodnotě 6,57 miliardy zlotých (včetně DPH) na 111 vozidel, uzavřená v březnu 2025 mezi Úřadem pro vyzbrojování (Agencja Uzbrojenia) a konsorciem tvořeným Polskou zbrojní skupinou PGZ (Polska Grupa Zbrojeniowa) a firmou HSW (Huta Stalowa Wola). Dodávky jsou naplánovány na roky 2025–2029.
K roku 2025 zvažovaly pořízení vozidel Borsuk armády Brazílie a Rumunska.

## Design
Borsuk je střední obojživelné pásové bojové vozidlo pěchoty. Vozidlo má tříčlennou osádku a přepravuje šestičlenný výsadek.

### Výzbroj a pancéřování
Bojové vozidlo pěchoty je vybaveno bezosádkovou věží ZSSW-30. Ve věži se nachází 30mm americký autokanón Mk44 Bushmaster II spřažený s kulometem UKM-2000C ráže 7,62 mm polské produkce. Dále je věž vybavena odpalovacím zařízením pro dvě protitankové střely Spike-LR.
Čelní balistická ochrana poskytuje úroveň 4 podle STANAG 4569. Čelní pancíř by měl být schopný odolat střelám do ráže 14,5 mm.

### Pohon
Obrněnec pohání vznětový motor MTU 8V199 TE20 o výkonu 720 koní, spřažený s převodovkou Perkins X300. Vozidlu umožňuje dojezd 600 km a maximální rychlost 65 km/h na silnici, respektive 8 km/h ve vodě.

## Uživatelé
- Polsko – Roku 2025 objednáno prvních 111 vozidel.